# Ђиро ди Ломбардија
Ђиро ди Ломбардија (итал. Giro di Lombardia), једнодневни је бициклистички класик која се одржава у октобру у Ломбардији (Италија). Последња је од пет монументалних класика у календару Светске бициклистичке уније (UCI), а такође је и последња трка у календару UCI ворлд тура за рангирање возача — и стога одлучујућа за победу у ворлд туру. Док се Милано—Санремо често назива и спринтерски класик, Ђиро ди Ломбардија (која се одржава у јесен) назива се брдским класиком. Трка је одржавана сваке године, изузев 1943. и 1944. када је такмичење изостало због Другог светског рата.

## Историја

### Милано—Милано
Ђиро ди Ломбардија је настала као идеја новинара Тулија Моргањија, који је хтео да возачу из Милана, Пјерину Албинију, пружи шансу за реванш против Ђованија Куниола који га је победио у трци Копа дел Реј која није дуго трајала. Газета дело спорт је организовала нову трку 12. новембра 1912. под именом Милано—Милано. Трка је привукла огроман број публике поред пута; тријумфовао је Ђовани Ђерби, једна од звезда бициклизма тог доба. Ђерби је победио 40 минута испред Ђованија Росињолија и Луиђија Гане.
Трка је убрзо постала део италијанске и европске бициклистичке сезоне. Назив је промењен у Ђиро ди Ломбардија 1907. године. Након неколико првих година, трком су доминирали Француз Анри Пелисје и локални ривали и хероји Гаетано Белони и Костанте Ђирарденго; све тројица су трку освојила по три пута.

### Трка шампиона
Од тридесетих до педесетих година 20. века, Алфредо Бинда, Ђино Бартали и Фаусто Копи, иконе бициклизма у Италији, били су главни протагонисти на Ђиро ди Ломбардији. Копи је победио пет пута, од тога четири пута заредом, док је Бинда тријумфовао четири пута. Копи је до сваке победе дошао соло, нападом на успону Мадона дел Гисало, где је стицао предност коју је задржавао до краја у Милану. Ђино Бартали је рекордер по броју подијума: девет пута је трку завршио међу прва три возача, од чега је три пута освојио, четири пута завршио други, уз два трећа места.
На трци 1956. виђена је велика борба. На 60 km до циља формиран је бег, у коме је био Фаусто Копи који је тражио своју шесту победу. Фјоренцо Мањи је пропустио бег, али соло стигао до лидера у последњим километрима. Мањи и Копи су се расправљали, а Андре Даригад је напао и дошао до победе; Копи је завршио други, а Мањи трећи.
Године 1961. циљ трке је из Милана премештен у Комо и идентитет трке је промењен из корена. Раван финиш у Милану је замењен спектакуларним финишом код језера Комо, 6 km након последњег успона на трци. Упркос враћању финиша трке у Милано у неколико прилика, трка је развила нови идентитет, дефинисан низом успона и планинским профилом.
Током година, трком су углавном доминирали Италијани. Француз Анри Пелисје и Ирац Шон Кели су једини бициклисти ван Италије који су три пута освојили трку. Еди Меркс је освојио три пута заредом од 1971. до 1973, али му је последња победа одузета због допинга и додељена другопласираном Феличеу Ђимондију.
Трка 1974. је родила још једну незаборавну анегдоту. Еди Меркс је хтео да се освети због одузете победе, али је Рогер де Фламинк напао у раном делу трке, због чега је Мерксов тим морао да ради на челу да би га достигли. Де Фламинк није био заинтересован да иде соло, стао је и сакрио се иза жбуња, пустивши главну групу да прође. Достигао је групу, отишао до врха и у шали упитао Меркса кога јуре. Де Фламинк је освојио трку испред Меркса.

## Списак победника
Победници Ђиро Ди Ломбардије:
- 2024.  Тадеј Погачар
- 2023.  Тадеј Погачар
- 2022.  Тадеј Погачар
- 2021.  Тадеј Погачар
- 2020.  Јакоб Фуглсанг
- 2019.  Бауке Молема
- 2018.  Тибо Пино
- 2017.  Винченцо Нибали
- 2016.  Естебан Чавез
- 2015.	 Винченцо Нибали
- 2014.	 Данијел Мартин
- 2013.  Хоаким Родригез
- 2012.  Хоаким Родригез
- 2011.  Оливер Цауг
- 2010.	 Филип Жилбер
- 2009.	 Филип Жилбер
- 2008.	 Дамијано Кунего
- 2007.	 Дамијано Кунего
- 2006.	 Паоло Бетини
- 2005.	 Паоло Бетини
- 2004.	 Дамијано Кунего
- 2003.	 Микеле Бартоли
- 2002.	 Микеле Бартоли
- 2001.	 Данило ди Лука
- 2000.	 Рајмондас Румшас
- 1999.	 Мирко Челестино
- 1998.	 Оскар Каменцин
- 1997.	 Лоран Жалабер
- 1996.	 Андреа Тафи
- 1995.	 Ђани Фарезин
- 1994.	 Владислав Бобрик
- 1993.	 Паскал Ришар
- 1992.	 Тони Ромингер
- 1991.	 Шон Кели
- 1990.	 Жил Делион
- 1989.	 Тони Ромингер
- 1988.	 Шарли Моте
- 1987.	 Морено Арђентин
- 1986.	 Ђанбатиста Баронкели
- 1985.	 Шон Кели
- 1984.	 Бернар Ино
- 1983.	 Шон Кели
- 1982.	 Ђузепе Сарони
- 1981.	 Хени Којпер
- 1980.	 Алфонс де Волф
- 1979.	 Бернар Ино
- 1978.	 Франческо Мозер
- 1977.	 Ђанбатиста Баронкели
- 1976.	 Рогер де Фламинк
- 1975.	 Франческо Мозер
- 1974.	 Рогер де Фламинк
- 1973.	 Феличе Ђимонди
- 1972.	 Еди Меркс
- 1971.	 Еди Меркс
- 1970.	 Франко Битоси
- 1969.	 Жан Пјер Монсер
- 1968.	 Херман ван Спрингел
- 1967.	 Франко Битоси
- 1966.	 Феличе Ђимонди
- 1965.	 Том Симпсон
- 1964.	 Ђани Мота
- 1963.	 Јо де Ро
- 1962.	 Јо де Ро
- 1961.	 Вито Таконе
- 1960.	 Емил Дамс
- 1959.	 Рик ван Лој
- 1958.	 Нино Дефилипис
- 1957.	 Дијего Ронкини
- 1956.	 Андре Даригад
- 1955.	 Клето Мауле
- 1954.	 Фаусто Копи
- 1953.	 Бруно Ланди
- 1952.	 Ђузепе Минарди
- 1951.	 Луизон Бобе
- 1950.	 Ренцо Солдани
- 1949.	 Фаусто Копи
- 1948.	 Фаусто Копи
- 1947.	 Фаусто Копи
- 1946.	 Фаусто Копи
- 1945.	 Марио Ричи
- 1943—1944. Други светски рат
- 1942.	 Алдо Бини
- 1941.	 Марио Ричи
- 1940.	 Ђино Бартали
- 1939.	 Ђино Бартали
- 1938.	 Чино Чинели
- 1937.	 Алдо Бини
- 1936.	 Ђино Бартали
- 1935.	 Енрико Моло
- 1934.	 Леарко Гвера
- 1933.	 Доменико Пијемонтези
- 1932.	 Антонио Негрини
- 1931.	 Алфредо Бинда
- 1930.	 Микеле Мара
- 1929.	 Пјетро Фосати
- 1928.	 Гаетано Белони
- 1927.	 Алфредо Бинда
- 1926.	 Алфредо Бинда
- 1925.	 Алфредо Бинда
- 1924.	 Ђовани Брунеро
- 1923.	 Ђовани Брунеро
- 1922.	 Костанте Ђирарденго
- 1921.	 Костанте Ђирарденго
- 1920.	 Анри Пелисје
- 1919.	 Костанте Ђирарденго
- 1918.	 Гаетано Белони
- 1917.	 Филип Тис
- 1916.	 Леополдо Торичели
- 1915.	 Гаетано Белони
- 1914.	 Лауро Бордин
- 1913.	 Анри Пелисје
- 1912.	 Карло Оријани
- 1911.	 Анри Пелисје
- 1910.	 Ђовани Микелото
- 1909.	 Ђовани Куниоло
- 1908.	 Франсоа Фабе
- 1907.	 Гистав Гаригу
- 1906.	 Чезаре Брамбила
- 1905.	 Ђовани Ђерби

### Вишеструки победници
| Позиција | Возач                | Број победа | Године                       |
| -------- | -------------------- | ----------- | ---------------------------- |
| 1.       | Фаусто Копи          | 5           | 1946, 1947, 1948, 1949, 1954 |
| 2.       | Алфредо Бинда        | 4           | 1925, 1926, 1927, 1931       |
| 2.       | Тадеј Погачар        | 4           | 2021, 2022, 2023, 2024       |
| 4.       | Анри Пелисје         | 3           | 1911, 1913, 1920             |
| 4.       | Костанте Ђирарденго  | 3           | 1919, 1921, 1922             |
| 4.       | Гаетано Белони       | 3           | 1915, 1918, 1928             |
| 4.       | Ђино Бартали         | 3           | 1936, 1939, 1940             |
| 4.       | Шон Кели             | 3           | 1983, 1985, 1991             |
| 4.       | Дамијано Кунего      | 3           | 2004, 2007, 2008             |
| 10.      | Ђовани Брунеро       | 2           | 1923, 1924                   |
| 10.      | Алдо Бини            | 2           | 1937, 1942                   |
| 10.      | Марио Ричи           | 2           | 1941, 1945                   |
| 10.      | Јо де Ро             | 2           | 1962, 1963                   |
| 10.      | Франко Битоси        | 2           | 1967, 1970                   |
| 10.      | Еди Меркс            | 2           | 1971, 1972                   |
| 10.      | Феличе Ђимонди       | 2           | 1966, 1973                   |
| 10.      | Рогер де Фламинк     | 2           | 1974, 1976                   |
| 10.      | Франческо Мозер      | 2           | 1975, 1978                   |
| 10.      | Бернар Ино           | 2           | 1979, 1984                   |
| 10.      | Ђанбатиста Баронкели | 2           | 1977, 1986                   |
| 10.      | Тони Ромингер        | 2           | 1989, 1992                   |
| 10.      | Микеле Бартоли       | 2           | 2002, 2003                   |
| 10.      | Паоло Бетини         | 2           | 2005, 2006                   |
| 10.      | Филип Жилбер         | 2           | 2009, 2010                   |
| 10.      | Хоаким Родригез      | 2           | 2012, 2013                   |
| 10.      | Винченцо Нибали      | 2           | 2015, 2017                   |

### Победе по државама
| Позиција | Држава               | Број победа |
| -------- | -------------------- | ----------- |
| 1.       | Италија              | 69          |
| 2.       | Француска            | 12          |
| 2.       | Белгија              | 12          |
| 4.       | Швајцарска           | 5           |
| 5.       | Ирска                | 4           |
| 5.       | Холандија            | 4           |
| 5.       | Словенија            | 4           |
| 8.       | Шпанија              | 2           |
| 9.       | Колумбија            | 1           |
| 9.       | Литванија            | 1           |
| 9.       | Луксембург           | 1           |
| 9.       | Русија               | 1           |
| 9.       | Уједињено Краљевство | 1           |
| 9.       | Данска               | 1           |